# 龍山 (九龍)
龍山（英語：Dragon Hill），俗稱樂華山，是位於香港九龍佐敦谷旁的山丘，高約54米。昔日龍山的山坡盡是復華村(又稱福華村)平房區，山頂則是龍山平房區；龍山山頂曾有一條以該山命名的道路（龍山道）由重建前的振華道叉出並連接毗鄰樂意山的復華遊樂場（現樂華遊樂場）。大約於1978年政府清拆復華村平房區及龍山平房區以騰出空間興建樂華邨，並對有關山頭進行平整工程。現在的龍山由於被移平得不像山形，加上地圖上又沒有特別標示，所以會被人誤以為該山為是鱷魚山（樂意山）的一部分。
值得注意的是，在新界北部粉嶺東南方另有一座別稱爲「雀山」的龍山，該山山腳有一龍山寺；該山建有龍山隧道。